# Supermarine Swift
El Supermarine Swift fue un avión de caza monoplaza británico de propulsión a chorro operado por la Real Fuerza Aérea (RAF). Fue desarrollado y fabricado por Supermarine durante las décadas de 1940 y 1950. El Swift incorporaba muchas de las innovaciones propias de la era de los aviones a reacción, como el ala en flecha. El 26 de septiembre de 1953, un Swift F.4 pilotado por el comandante Mike Lithgow batió el récord mundial de velocidad absoluta, alcanzando los 1187 km/h.
Tras un prolongado período de desarrollo, el Swift entró en servicio como avión interceptor de la RAF en 1954. Sin embargo, debido a una serie de accidentes, el Swift quedó en tierra durante un tiempo y tuvo una vida útil relativamente breve. Los problemas con el Swift provocaron un escándalo público en torno a su desarrollo y rendimiento, lo que dañó la reputación del Gobierno británico, de la RAF y de la industria aeronáutica británica.
Finalmente, el Hunter, menos problemático, asumió gran parte del papel previsto para el Swift, y sólo se fabricaron la mitad de los aviones previstos. Una variante posterior del Swift, destinada al reconocimiento fotográfico, había resuelto algunos de los problemas iniciales, pero resultó ser demasiado tarde para que recuperara popularidad. A principios de la década de 1950, también se estaba desarrollando un derivado avanzado del Swift, capaz de alcanzar velocidades transónicas, el Type 545. Sin embargo, se canceló en 1955, principalmente debido al bajo rendimiento del Swift.

## Diseño y desarrollo

### Antecedentes

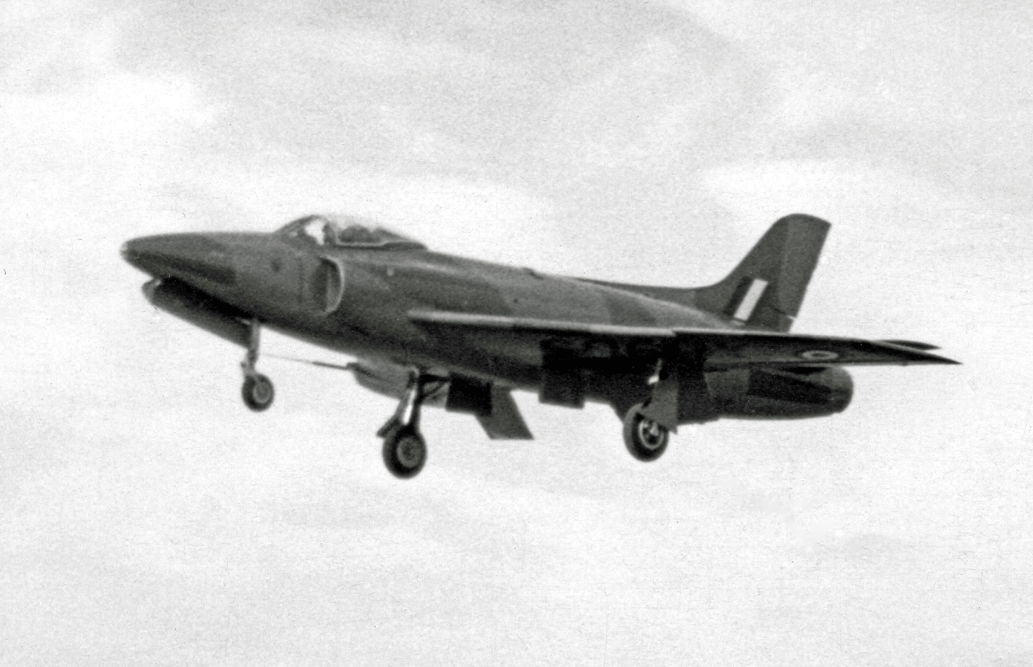
Swift FR.5 aterrizando en el salón aeronáutico de Farnborough en 1955.

En 1945 terminó la Segunda Guerra Mundial y un nuevo gobierno laborista, encabezado por Clement Attlee, llegó al poder en Gran Bretaña. La postura inicial del gobierno entrante en materia de defensa fue que no ocurriría ningún conflicto importante durante al menos una década, y que por lo tanto no habría necesidad de desarrollar o adquirir ningún avión nuevo hasta 1957. De acuerdo con esa política, salvo un pequeño número de excepciones, como el que se convertiría en el Hawker Sea Hawk para la Marina Real, la mayoría de las especificaciones emitidas por el Ministerio del Aire para aviones del tamaño de un caza durante finales de la década de 1940 estaban restringidas a fines de investigación.
En parte, el Swift tuvo sus orígenes en los prototipos de cazas experimentales que se habían desarrollado. En concreto, se habían encargado varios prototipos construidos por Supermarine según la Especificación E.41/46, que buscaba la producción de un avión de caza experimental con ala en flecha. El primero de ellos fue el Type 510, que se basaba sustancialmente en el Supermarine Attacker de ala recta, adquirido para la Fleet Air Arm. La principal diferencia con el Attacker era que tenía un ala en flecha. En 1948, el Type 510 realizó su primer vuelo, un año después de que hubiera volado el primer prototipo navalizado, el Attacker, convirtiéndose en el primer avión británico en volar con alas en flecha y un plano de cola en flecha. En las pruebas para la Fleet Air Arm, el Type 510 también fue el primer avión de ala en flecha en despegar y aterrizar en un portaaviones.
A finales de la década de 1940, ante el estallido de la Guerra Fría, la RAF reconoció que necesitaría urgentemente el desarrollo y la adquisición de cazas equipados con características tales como alas en flecha. Se consideró que esa necesidad era tan apremiante que se estaba dispuesto a aceptar aviones de caza provisionales mientras se desarrollaban cazas más capaces. En 1950, con el estallido de la Guerra de Corea, la participación de Gran Bretaña en ese conflicto dio lugar a una avalancha de pedidos. En particular, la RAF consideró que un par de aviones de caza propuestos por Hawker Aircraft y Supermarine eran de gran importancia y, ese mismo año, ordenó que los cazas propuestos "salieran de la mesa de dibujo". El diseño de Supermarine fue designado como Type 541, y era esencialmente un desarrollo avanzado del anterior avión experimental Type 510.
El pedido inicial realizado en 1950 por 100 aviones tenía como objetivo servir como póliza de seguro en caso de que Hawker no pudiera producir un avión viable. A principios de 1946, el pedido del Type 541 se aumentó a 150 aviones; el Ministerio del Aire esperaba que entrara en servicio antes que su rival, el Hunter. Sin embargo, el desarrollo de ambos tipos fue prolongado.
El Type 541 reemplazó el motor turborreactor de flujo centrífugo Rolls-Royce Nene de su predecesor por el turborreactor de flujo axial Rolls-Royce AJ.65, que se convirtió en la serie Avon. El fuselaje, al que se le había dado una sección transversal adecuada para el motor Nene, no fue rediseñado para los motores más estrechos AJ.65 y Avon, y mantuvo una apariencia algo corpulenta. El avión también contaba con un tren de aterrizaje triciclo. Se construyeron dos prototipos del Type 541. El primero realizó su vuelo inaugural el 1 de agosto de 1951 y el segundo durante el año siguiente.

### En producción

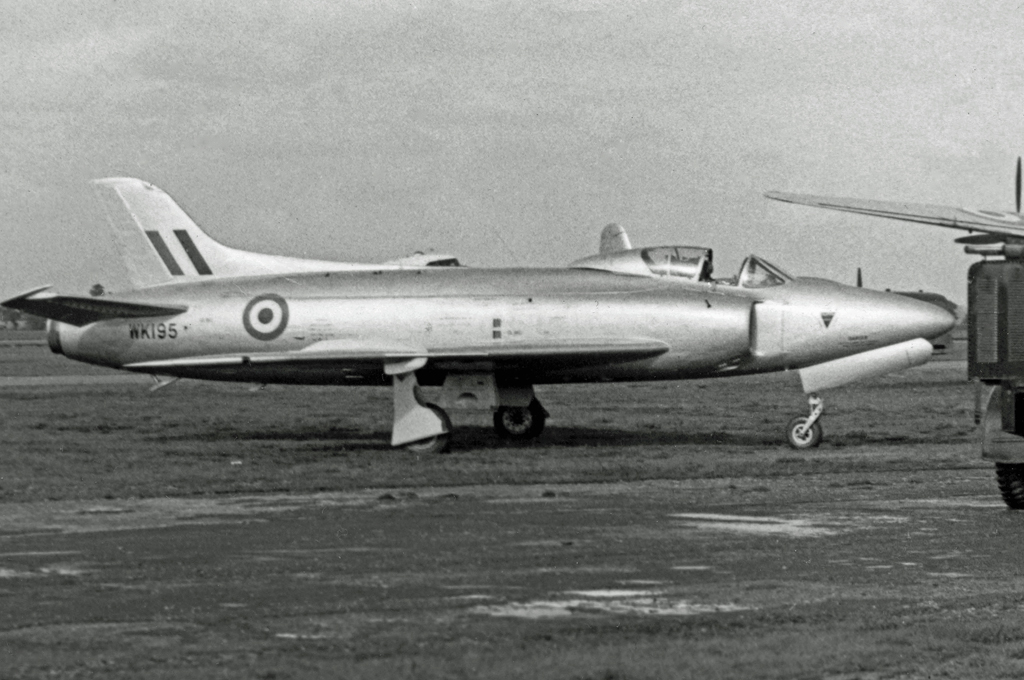
Avión de pruebas Swift F.1 operado por Vickers-Armstrong en 1953.

La producción del Swift había sido declarada un artículo de "superprioridad" bajo una política creada por Sir Winston Churchill, que había recuperado el puesto de primer ministro británico en 1951, como un medio para incrementar proyectos considerados de vital importancia militar. La fabricación en serie comenzó antes de implementar las modificaciones basadas en los resultados de las experiencias de vuelo con los prototipos: «se había pedido demasiado en muy poco tiempo y los aviones de producción estaban saliendo de la línea de producción antes de que se pudiera lograr un rediseño importante».
La primera variante de producción fue un caza denominado Swift F.Mk 1, del que finalmente se construyeron 18 unidades. Estaba propulsado por un único motor Avon 109 de 33,4 kN (7500 lbf) de empuje y estaba armado con dos cañones ADEN de 30 mm. El 25 de agosto de 1952 tuvo lugar el primer vuelo de un Swift F.1 de producción estándar. Peter Thorne, que había sido designado como el principal piloto de pruebas de la RAF para el Swift que llegaría en 1954, llegó a dudar de la idoneidad del avión. Thorne y varios otros pilotos notaron que el Swift tenía cualidades de manejo inusuales, además de un motor problemático.
La segunda variante fue la Swift F.Mk 2, de la que se construyeron 16 unidades. Era prácticamente igual al F.1, salvo que estaba equipado con dos ADEN extras y el borde de ataque del ala se modificó de recto a una flecha compuesta. Sin embargo, la adición de los cañones causó problemas, porque las modificaciones necesarias para albergar la mayor carga de munición dieron lugar a características de manejo peligrosas y también estaba claro que se requería más empuje de su motor. Fueron necesarias numerosas modificaciones adicionales para resolver los problemas.
La tercera variante del Swift fue la F.Mk 3, de la que se construyeron 25 unidades, propulsada por un motor Avon 114 con poscombustión. Nunca entró en servicio operativo en la Real Fuerza Aérea y se utilizó como avión de instrucción. La siguiente variante fue la F.Mk 4, que incluía un plano de cola de incidencia variable, destinado a corregir los problemas de manejo que padecía el Swift. Se solucionó el problema, pero se descubrió que la poscombustióno no se podía encender a gran altitud, lo que se sumó a la lista de problemas del Swift.
El siguiente en la línea, el FR.Mk 5, tenía un morro más largo para acomodar varias cámaras y permitir realizar tareas de reconocimiento, así como otras modificaciones en su estructura. El FR.5 también volvió al armamento de cañones gemelos ADEN del F.1. Voló por primera vez en 1955 y entró en servicio al año siguiente, realizando tareas de reconocimiento principalmente a baja cota, lo que hacía irrelevante el problema de la poscombustión a gran altitud.
Se diseñaron dos variantes más. El PR.Mk 6 era un avión de reconocimiento fotográfico desarmado. Sin embargo, su uso fue de corta duración, debido a los siempre presentes problemas de poscombustión. La última variante fue la F.Mk 7, que fue el primer modelo de Swift en estar equipado con misiles guiados, el misil aire-aire Fairey Fireflash, y estaba propulsado por un nuevo modelo del Avon. Sólo se construyeron catorce aviones F.7 y ninguno entró en servicio en la RAF, siendo relegado (junto con sus prototipos de misiles) a realizar pruebas de misiles guiados.

### Derivado propuesto
En 1953, como respuesta al creciente interés de la RAF en desarrollar aviones transónicos que sirvieran como medida provisional mientras se desarrollaba la siguiente generación de cazas supersónicos, tanto Supermarine como Hawker propusieron derivados de sus respectivos aviones Swift y Hunter. En ese momento, las deficiencias del Swift aún no eran evidentes, lo que quizás había permitido a Supermarine ganarse el favor de la RAF para su propuesta, designada como Type 545, frente al rival Hawker P.1083. El Type 545 fue diseñado para cubrir los requisitos dados por la Especificación F.105D. Debía ser capaz de alcanzar Mach 1,3. Propulsado por un motor Avon, prometía un rendimiento superior al del P.1083. El Type 545 tenía un parecido con el Swift, aunque era un rediseño completo, con un fuselaje con regla del área y cambios en las alas. En 1955, los trabajos del proyecto se cancelaron, en parte debido a las considerables dificultades surgidas con el Swift.

## Historia operacional

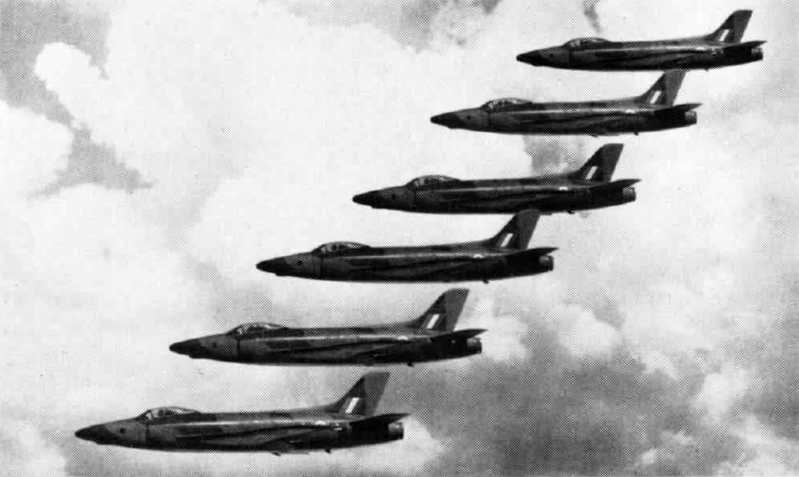
Formación cerrada de seis Swift, 1956.

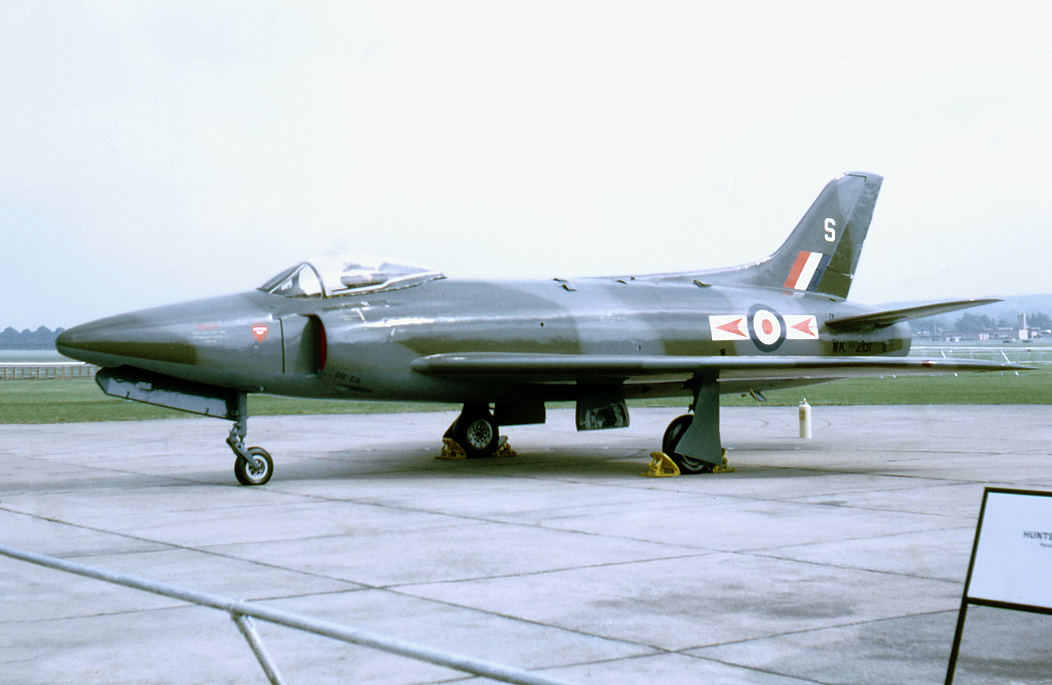
Swift FR.5 WK281 llevando las marcas del No. 79 Squadron de la RAF.

En febrero de 1954, el Swift F.1 entró en servicio en la RAF, convirtiéndose el Escuadrón N.º 56 de la RAF en el primer escuadrón de la misma en operar este modelo. Con su introducción, el Swift se convirtió en el primer avión de ala en flecha de la RAF. El Swift F.2 entró en servicio ese mismo mes. Wood describe la introducción del modelo como "de pánico" y que su adopción pronto resultó ser un "fracaso rotundo". La tragedia golpeó muy temprano en la carrera del Swift: se produjeron varios accidentes que involucraron al F.1 y al F.2, uno de ellos mortal. En agosto de 1954, se decidió que el Swift F.1 sería inmovilizado en tierra, y el Swift F.2, que había reemplazado al F.1 ese mismo mes, también fue inmovilizado poco después, por razones similares.
Los cazas Swift F.3 y F.4 destacaron por su rendimiento mejorado con respecto a sus predecesores. El F.4 fue la última variante que la RAF aceptó como interceptor. Todas las variantes de caza del Swift fueron retiradas del servicio por la RAF tras un breve periodo, para ser reemplazadas por el más capaz Hawker Hunter. Si bien presentaba sus propios problemas, el Hunter demostró rápidamente ser un caza exitoso. Para el otoño de 1954, los problemas del Swift eran de dominio público, y la prensa nacional informó sobre su inminente cancelación. En el Parlamento, el subsecretario de Estado para el Aire, Sir George Ward, declaró sobre el avión: «se han encontrado dificultades aerodinámicas, y no es posible afirmar con certeza si podrán superarse en la versión en desarrollo».
A principios de febrero de 1955, se rumoreaba que el Swift no había superado la evaluación final del Establecimiento Central de Cazas de la RAF, y que probablemente se restringiría a funciones de reconocimiento aéreo o ataque terrestre. El 2 de marzo de 1955, el Ministro de Abastecimiento Selwyn Lloyd reconoció que el desarrollo del Swift había costado 20 millones de libras antes de la eliminación de las variantes de caza. Según Wood, el Swift se había convertido en un escándalo nacional a principios de 1955, lo que no sólo desprestigió al avión, sino también a la RAF y a la industria aeronáutica británica, y el público y el Gobierno, en general, mostraron mayor aversión a otros proyectos aeronáuticos.
La FR.5 fue la última variante del Swift en entrar en servicio con la RAF y finalmente fue reemplazado por el Hunter FR.10. El FR.5 dejó de prestar servicio en la RAF por completo en 1961. El Swift FR.5 se había considerado adecuado para su función y estaba basado en dos escuadrones asignados a la RAF en Alemania. El Swift nunca entró en combate con la RAF, pero sí rompió varios récords de velocidad en su época. En Libia, el 26 de septiembre de 1953, un F.4 (WK198) pilotado por el comandante Mike Lithgow rompió el récord mundial de velocidad absoluta, alcanzando los 1187 km/h, aunque este récord fue superado tan sólo ocho días después por el Skyray, un caza de la Armada de los Estados Unidos (USN). El Swift tiene la distinción de ser el último avión de producción británico en ostentar el récord (el Delta 2 era experimental). Se construyeron menos de doscientos Swift de un pedido de 497. Varios fuselajes de Swift fueron llevados a Australia para la Operación Búfalo en 1956, donde fueron colocados a distintas distancias de una bomba atómica detonada.
Su última variante había resuelto muchos de los problemas que habían afectado a los Swift anteriores, pero el programa no continuó. El Hunter, con un rendimiento satisfactorio en las mismas funciones, eliminó cualquier requisito de continuar con el Swift.

## Variantes
Type 510
Prototipo desarrollado a partir del Vickers Supermarine Attacker, aún con tren de aterrizaje de ruedas de cola, pero con alas y cola en flecha.
Type 517
Prototipo equipado con un estabilizador de incidencia variable.
Type 535
Prototipo equipado con un tren de aterrizaje de rueda de morro.
Swift F.Mk 1
Avión de caza monoplaza, equipado con un estabilizador de incidencia variable fijo, propulsado por un turborreactor Rolls-Royce Avon 109 y armado con dos cañones ADEN de 30 mm.
Swift F.Mk 2
Avión de caza monoplaza, propulsado por un turborreactor Rolls-Royce Avon 109, armado con cuatro cañones ADEN de 30 mm.
Swift F.Mk 3
Avión de caza monoplaza, con bordes de ataque alares extendidos hasta las puntas, propulsado por un turborreactor Rolls-Royce Avon 114 con postcombustión, armado con cuatro cañones ADEN de 30 mm.
Swift F.Mk 4
Avión de caza monoplaza, equipado con un plano de cola de incidencia variable, con el empenaje elevado en 30 cm, propulsado por un turborreactor Rolls-Royce Avon 114 con postcombustión, armado con cuatro cañones ADEN de 30 mm.
Swift FR.Mk 5
Avión monoplaza de reconocimiento táctico, equipado con un morro alargado para alojar tres cámaras y una cabina sin marco, propulsado por un turborreactor Rolls-Royce Avon 114 con postcombustión y armado con dos cañones ADEN de 30 mm.
Swift PR.Mk 6
Propuesta variante de reconocimiento no armada, parcialmente construida antes de su cancelación.
Swift F.Mk 7
Avión de caza monoplaza, equipado con un morro alargado para alojar un radar, propulsado por un turborreactor Rolls-Royce Avon 114 con postcombustión, armado con cuatro misiles aire-aire Fairey Fireflash y cuatro cañones ADEN de 30 mm.

## Operadores
Reino Unido
- Real Fuerza Aérea británica

## Especificaciones
Referencia datos: 

### Características generales
- Tripulación: Uno (piloto)
- Longitud: 12,9 m (42,3 ft)
- Envergadura: 9,9 m (32,3 ft)
- Altura: 4 m (13,2 ft)
- Superficie alar: 30,5 m² (328,3 ft²)
- Peso vacío: 6094 kg (13 431,2 lb)
- Peso máximo al despegue: 9381 kg (20 675,7 lb)
- Planta motriz: 1× turborreactor Rolls-Royce Avon RA.7R/114.
  - Empuje normal: 31,9 kN (3253 kgf; 7171 lbf) de empuje.
  - Empuje con postquemador: 42 kN (4283 kgf; 9442 lbf) de empuje.

### Rendimiento
- Velocidad máxima operativa (Vno): 1148 km/h (713 MPH; 620 kt)
- Alcance: 1014 km (548 nmi; 630 mi)
- Techo de vuelo: 14 000 m (45 932 ft)
- Régimen de ascenso: 74,5 m/s (14 665 ft/min)
- Tiempo a altitud: 4 min 41 s para 12 000 m (40 000 pies)

### Armamento
- Cañones: 

  - 2x ADEN de 30 mm

## Aeronaves relacionadas

### Desarrollos relacionados
- Supermarine Spiteful
- Supermarine Attacker

### Aeronaves similares
- CAC Sabre
- North American F-86D Sabre
- Grumman F9F Cougar
- Republic F-84F Thunderstreak
- Dassault Ouragan
- Hawker Hunter
- De Havilland Venom
- Saab 29 Tunnan
- Mikoyan-Gurevich MiG-17

### Secuencias de designación
- Secuencia Numérica (interna de Supermarine): ← 507 - 508 - 509 - 510 - 511 - 513 - 514 - 515 - 516 - 517 - 518 - 519 - 520 - 521 - 522 - 523 -- 525 - 526 - 527 - 528 - 529 - 530 - 531 - 532 - 533 - 535 - 537 - 538 - 539 - 541 - 542 - 543 - 544 - 545 - 546 - 547 - 548 - 549 - 550 - 551 - 552 - 553 - 554 - 555 - 556 - 557 - 558 - 559 - 560 →